# Jonathan Glazer
Jonathan Glazer (26 de março de 1965) é um cineasta, diretor e roteirista inglês. Nascido em Londres, Glazer começou sua carreira no teatro antes de fazer a transição para o cinema. Ao longo de quase três décadas, dirigiu longas-metragens, curtas-metragens, vídeos musicais e comerciais, sempre com um estilo visual arrojado e narrativas instigantes.
Glazer foi indicado para dois prêmios BAFTA e duas vezes para o Leão de Ouro e o Grande Prêmio do Júri no Festival de Cinema de Veneza. Além disso, recebeu duas indicações consecutivas ao MTV Video Music Award de Melhor Direção por seu trabalho nos videoclipes Virtual Insanity, do Jamiroquai, e Karma Police, do Radiohead. Seu cinema é frequentemente caracterizado por representações de personagens imperfeitos e desesperados, explorando temas como alienação e solidão, com uma perspectiva onisciente e uso dramático da música.
Entre seus filmes mais aclamados estão Sexy Beast (2000), Reencarnação (2004) e Sob a Pele (2013), este último incluído na lista dos 100 Maiores Filmes do Século 21 da BBC. Em 2024, Glazer conquistou o Oscar de Melhor Filme Internacional com Zona de Interesse, tornando-se o primeiro diretor a levar essa estatueta para o Reino Unido. Seu trabalho segue sendo celebrado por sua abordagem inovadora e impactante no cinema contemporâneo.

## Início da vida
Jonathan Glazer nasceu em uma família judia em Londres e frequentou a escola em Hadley, um distrito do bairro de Barnet. Seu pai era um cinéfilo com quem ele frequentemente assistia a filmes de David Lean. Após se formar na faculdade com ênfase em design de teatro pela Nottingham Trent University, Glazer começou sua carreira dirigindo teatro e fazendo trailers de filmes e televisão, incluindo trabalhos premiados para a BBC.

## Carreira
Em 1993, Glazer escreveu e dirigiu três curtas-metragens de sua autoria ("Mad", "Pool" e "Commission") e ingressou na Academy Commercials, uma produtora com sede no centro de Londres. Ele dirigiu campanhas aclamadas para Guinness (Dreamer, Swimblack e Surfer) e Stella Artois (Devil's Island). Desde meados da década de 1990, ele dirigiu vários videoclipes importantes e foi nomeado Diretor do Ano da MTV em 1997. Ele nomeou seu vídeo para o single "Street Spirit" do Radiohead de 1996 como um "ponto de viragem" em seu trabalho: "Eu sabia quando terminei isso, porque [Radiohead] encontrou suas próprias vozes como artista, naquele ponto, eu me senti como se eu cheguei perto do que quer que fosse o meu e me senti confiante de que poderia fazer coisas emocionantes, que tivessem algum valor tanto poético quanto prosaico. Isso para mim foi um momento chave".
Em 2000, dirigiu o seu primeiro longa-metragem, o aclamado filme de gângster britânico Sexy Beast, estrelado por Ray Winstone e Ben Kingsley, o último dos quais recebeu uma indicação ao Oscar de Melhor Ator Coadjuvante. Em 2004, dirigiu seu segundo longa-metragem, Birth, estrelado por Nicole Kidman nos Estados Unidos.
Em 2001, Glazer dirigiu o comercial "Odyssey" para a Levi Strauss Jeans. Em 2006, dirigiu o segundo anúncio da Sony BRAVIA para a TV, que levou 10 dias e 250 pessoas para filmar. Foi filmado em uma propriedade em Glasgow, e mostrava tinta explodindo em todos os blocos de torres. Mais tarde, no mesmo ano, ele foi contratado para fazer um anúncio de televisão para o novo telefone Motorola Red. O anúncio, mostrando dois corpos negros nus emergindo de um pedaço de carne girando em uma roda de oleiro, deveria ir ao ar em setembro de 2006, mas foi arquivado pela Motorola. O anúncio deveria beneficiar várias instituições de caridade na África.
Em 2013, ele dirigiu Under the Skin, uma adaptação solta do romance de ficção científica de Michel Faber de mesmo nome, estrelado por Scarlett Johansson. O filme estreou no Festival de Cinema de Telluride de 2013 e estreou nos cinemas em 2014, recebendo aclamação da crítica. O filme foi eleito o melhor filme de 2014 por vários críticos e publicações, foi incluído em muitas listas de melhores da década e classificado em 61º na lista dos 100 Maiores Filmes do Século 21 da BBC, uma pesquisa internacional da 177 principais críticos. Under the Skin é o tema de um livro de não ficção de 2019 intitulado Alien in the Mirror: Scarlett Johansson, Jonathan Glazer e Under the Skin da autora Maureen Foster, uma análise aprofundada do filme cena a cena e nos bastidores.
Em outubro de 2019, foi relatado que Glazer estava trabalhando em um novo filme vagamente baseado no romance de Martin Amis, The Zone Of Interest, a ser coproduzido e distribuído nos EUA pela A24.

## Antissionismo
Durante a festa do 96º Oscar, ao receber o prêmio de Melhor Longa-Metragem Internacional por The Zone of Interest, Jonathan Glazer afirmou:
| “ | Todas as nossas escolhas são feitas para refletir e nos confrontar no presente. Não para dizer: ‘Veja o que eles fizeram naquela época’, mas sim ‘Veja o que fazemos agora’. Nosso filme mostra onde a desumanização leva no seu pior cenário. Moldou todo o nosso passado e presente. Neste momento, estamos aqui como homens que recusam que sua judaicidade e o Holocausto sejam sequestrados por uma ocupação que levou ao conflito para tantas pessoas inocentes. Quer sejam as vítimas do 7 de Outubro em Israel ou do ataque em curso a Gaza, todas as vítimas desta desumanização – como podemos resistir? | ” |

O discurso de Glazer gerou polêmica dentro da comunidade judaica. O cineasta judeu Boots Riley elogiou Glazer "por se manifestar contra as atrocidades em Gaza". IfNotNow, uma organização judaica estadunidense que acusou Israel de genocídio, também elogiou o discurso de Glazer e afirmou que "mais judeus estão deixando claro que seus valores judaicos os levam a falar contra Israel."
Mas outros judeus condenaram o discurso de Glazer. Os colunistas judeus John Podhoretz e Batya Ungar-Sargon criticaram Glazer por usar as palavras "men who refute their Jewishness". Os diretores e ex-diretores da Liga Antidifamação, Jonathan Greenblatt e Abraham Foxman, também condenaram Glazer por essas palavras, com Greenblatt acusando Glazer de "minimizar o Holocausto". A objeção de Foxman baseou-se na má interpretação de que Glazer estava na verdade rejeitando o seu judaísmo. O Ministro de Assuntos da Diáspora e Combate ao Antissemitismo de Israel, Amichai Chikli, assim como o caçador de nazistas Efraim Zuroff, chamaram Glazer de "um idiota útil".
Respondendo às críticas, Dave Zirin, que também é judeu, veio em defesa de Glazer escrevendo no The Nation que Glazer "está na verdade recuperando sua cultura dos mimados lutadores da mídia pró-Israel que argumentam que o Judaísmo e o Sionismo são a mesma coisa". P.J. Grisar acusou os críticos de Glazer de fazer citação seletivamente e disse que eles estão apenas provando seu ponto de vista. Yonah Lieberman, cofundador do IfNotNow, disse que Glazer "claramente quis dizer que rejeita a maneira como seu judaísmo foi sequestrado" e denunciou essas "distorções das palavras de Glazer". O comentarista político e apresentador de TV Chris Hayes, que não é judeu, também defendeu Glazer, mas admitiu que as palavras de Glazer foram "[um] um pouco estranhas". Na interpretação de Hayes, Glazer está "dizendo claramente que recusa o sequestro de sua judaicidade. Não recusa sua judaicidade".
Joaquin Phoenix e mais de 150 artistas judeus assinaram uma carta de apoio a Glazer, por ter denunciado o genocídio promovido por Israel. A carta também repudiava a tentativa de censura ao cineasta sob injusta acusação de antissemitismo.

## Filmografia

### Longas-metragens
- Sexy Beast (2000)
- Birth (2004)
- Under the Skin (2013)
- The Zone of Interest (2023)

### Filmes curtos
- The Fall (2019)
- Strasbourg 1518 (2020)
- First Light: Alexander McQueen (2020)

### Idents
- Apresentação do Channel 4 (setembro de 2015)[23]